# 데니스 패리나
데니스 퍼리나(Dennis Farina, 영어 발음: /fəˈriːnə/, 1944년 2월 29일 ~ 2013년 7월 22일)는 미국의 배우이다. 본격적으로 배우로 활동하기 전에는 1967년부터 1985년까지 시카고 경찰관이였다. 2013년 7월 22일 폐색전증으로 사망했다.

## 출연 작품

### 영화
- 미드나잇 런 (1988)
- 더블 로맨스 (1997, That Old Feeling)
- 조지 클루니의 표적 (1998)